# Pumpspeicherwerk Reisach
Das Pumpspeicherwerk Reisach ist ein Pumpspeicherkraftwerk am Trausnitzspeicher bei Trausnitz im Oberpfälzer Wald.

## Geschichte
Das Werk wurde ab 1954 von der OBAG (Energieversorgung Ostbayern AG) erbaut und 1955 mit 33 MW in Betrieb genommen. Im Jahr 1961 wurde die Leistung durch den Einbau zweier weiterer Maschinen auf 99 MW gesteigert.
Im Jahr 2001 ging die OBAG durch Fusion in E.ON Bayern auf und das Kraftwerk wurde von der Tochter E.ON Wasserkraft betrieben. 2009 gab E.ON mehrere Kraftwerke, darunter auch dieses, aus kartellrechtlichen Gründen an GDF Suez (heute Engie) ab.

## Technik
Das Kraftwerk gehört zur Kraftwerksgruppe Pfreimd (auch Kraftwerksgruppe Jansen genannt), zu der neben dem Kraftwerk Reisach auch die Kraftwerke Tanzmühle und Trausnitz gehören. Die Gruppe nutzt das Wasser des Flusses Pfreimd sowie das Gefälle zwischen dem Hochspeicher Rabenleite (als Oberwasser), dem Kainzmühlspeicher und dem Trausnitzspeicher (als Unterwasser).
Das Werk Reisach dient der Pumpspeicherung vom Trausnitzspeicher, an dessen Ufer es liegt, über 180 m Höhendifferenz durch den 1315 Meter langen Reisachstollen (Druckstollen) zum Hochspeicher. Hierfür verfügt es über drei Francisturbine mit je 35 MW installierter Nutzleistung und drei Kreiselpumpen mit 28 MW Leistungsaufnahme.
Elektrisch ist das Kraftwerk über eine 110-kV-Leitung mit dem Umspannwerk in Weiden verbunden.